# 昕鈺電子
昕鈺實業股份有限公司（COMOSS ELECTRONIC CO., LTD.），或COMOSS，是一家位於台灣新北市泰山區的科技公司，成立於1988年10月，提供少量多樣客製的連接解決方案之研發設計生產。防水連接方案、抗惡劣環境連結方案、高速傳輸方案、POF塑膠光纖產品、機器視覺線材包含IEEE1394b/1394a(Firewire) 、USB3、USB4、Type C、GigE、CoaXPress 2.0、Camera Link、Trigger Cable、LAN Cables、 VGA轉換器、USB連接器、M系列防水連接器等與線材設備整廠輸出等。
集團包括，台北智慧生產工廠、 中國大陸東莞廠、菲律賓蘇比克廠、香港辦事處。

## 名稱由來[1]
公司英文名COMOSS，取其由慕士族群所凝聚而成的公司之意。 統稱的「慕士 (MOSS)」族它們共同的特徵是非常重視子女的教育，良好態度的培養，在追求事業成就時，也重視生活品味、注重休閒，盡情而不縱情，且共同關心環境保護，國家的發展與社會的關懷。
在30多年前，創辦人在前往美國的飛機上，偶然讀到臺灣中央日報，陳紅旭先生的一篇現代中堅族的專題報導，題為「慕士」崛起淩駕「雅痞」，其中對「慕士 (MOSS)」族群有以上之敘述，公司的英文名COMOSS因此成型。

## 發展歷程
1988年，由蔡世彥所創立。近來以開發塑膠光纖(POF)、HDMI、1394b、CoaXPress、USB 3.2、USB4等產品為主，亦加入相關協會，如JIIA，積極參與新規格的技術參與。

## 公司產品
昕鈺實業股份有限公司是一間致力於塑膠光纖(plastics optical fibers, POF)室內光纖網路設備、視覺傳輸線、資料傳輸線、電纜元件防塵防水和連接傳輸方案的製造、生產、研發企業，同時也是美國塑膠光纖協會(POFTO)、1394TA、HDMI協會、USB協會、IPC CEMAC等國際協會的會員。

### 電纜相關[4]
- Camera Link 視覺線
- VGA 轉換器
- 網路線
- CCD觸發線
- 1394b/1394a視覺觸發線[5]
- GigE視覺線
- USB2.0視覺線
- USB3.0/3.1/3.2視覺線
- Type-C視覺線
- CoaXPress高頻傳輸線
- USB4高速傳輸線
- M系列線材
- USB3.2防水線
- USB轉UART/RS232橋接線
- D-sub線

### 電子連接器相關[6]
- 連接器
- 線材系列
- 轉接頭
- PCB 組件
- 光纖產品
- 光纖組件
- POF

### 塑膠光纖產品[7]
- 網路交換機
- USB塑膠光纖網路卡
- 評估測試板
- PCI 網路卡
- 網路 DIY 套件
- 網路線測試儀 & 塑膠光纖牆面盒
- 收發模組
- 網路專用線
- 網路轉換器
- OptoLock 耦合器

### 低壓成型服務[8]
低壓注射成型是一種以很低的注射壓力，將封裝材料注入模具並快速固化成型的封裝工藝方法,以達到絕緣、耐溫、抗衝擊、減振、防潮、防水、防塵、耐化學腐蝕等功效,並適用於產品注射包射,取代Epoxy灌注/點膠製程以保護脆弱的電子元件，以軟性低壓熱熔膠料封裝電線和連接器比以往無壓力灌注的方式更密合，且不破壞元件。

### 代理設備相關[9]
- 步進式雙面綜合脈衝焊接機 (Hotbar)
- 高頻焊接機
- CO2 雷射自動拉拔剝鋁箔機
- 滑台式 CO2 雷射切割剝線機
- 雙面剝皮機
- CO2 雷射剝線機/金屬雷射切割機

## 合作夥伴
- King's
- 科智企業
- ElectronicLinks
- Firecomms

## 資料來源
1. ↑  .   [2022-08-04]. （原始内容存档于2022-08-04）.
2. ↑  .   [2011-04-01]. （原始内容存档于2021-01-23）.
3. ↑  1394TA Member List 的存檔，存档日期2011-03-21.
4. ↑  .   [2022-08-04]. （原始内容存档于2022-08-04）.
5. ↑  火線產品.   [2011-04-01]. （原始内容存档于2016-03-04）.
  - 連接器
  - 線材組件
  - 同軸電纜擴充
  - IEEE 1394b FireWire 800 中繼器、集線器
  - 1394 express Card 和 PCMCIA Card
  - 1394 PCI Express Card
6. ↑  連接器產品介紹 的存檔，存档日期2011-06-04.
7. ↑  .   [2011-04-01]. （原始内容存档于2020-01-25）.
8. ↑  .   [2022-08-04]. （原始内容存档于2022-08-04）.
9. ↑  .   [2022-08-04]. （原始内容存档于2022-08-04）.

## 外部連結
1. 昕鈺實業官方網站 （页面存档备份，存于）
2. 昕鈺電子官方Youtube （页面存档备份，存于）
3. 昕鈺電子Linkedin